# ماسلاني
ماسالاني هي بلدة تقع في مقاطعة غاريسا، كينيا. كانت مقرًا لمنطقة إيجارا السابقة. تقع على الضفة الشرقية لنهر تانا، على بُعد 30 كيلومترًا جنوب هولا و60 كيلومترًا شمال غارسن بلغ عدد سكانها الحضري 43,642 نسمة في تعداد عام 2019.
إداريًا، هو أحد المواقع الأربعة في قسم المسالاني. ماسلاني هو أيضًا جناح في دائرة إجارة الانتخابية ومجلس مقاطعة إجارة.
يهيمن عليها الرعاة الصوماليون من قبيلة دارود سماوادال. والعشيرتان الرئيسيتان في سماوادال هما ري محمد وعبد الله.